# Ioannis
Ioannis (Ιωάννης) ist ein griechischer männlicher Vorname. Kurzformen sind Giannis oder Yannis (Γιάννης). Es handelt sich dabei um die neugriechische Form von Johannes oder John sowie den arabischen Namen Yahya. Er bedeutet „Gott ist gnädig“ oder „der Herr ist gütig“.
Der Name ist vor allem in Griechenland gebräuchlich.

## Namenstag
- 7. Januar[4]

## Bekannte Namensträger
Der Coverillustrator Ioannis Vasilopoulos war vor allem unter seinem Vornamen bekannt. 
- Ioannis Alexiou (* 1984), griechischer Fußballspieler
- Ioannis Amanatidis (* 1981), griechischer Fußballspieler
- Ioannis Athinaiou (* 1988), griechischer Basketballspieler
- Ioannis Bourousis (* 1983), griechischer Basketballspieler
- Ioannis Charalambopoulos (1919–2014), griechischer Politiker (PASOK)
- Ioannis Christou (* 1983), griechischer Ruderer
- Ioannis Chrysafis (1873–1932), griechischer Turner
- Ioannis Drakakis (* 1987), griechischer Radrennfahrer
- Ioannis Drymonakos (* 1984), griechischer Schwimmer
- Ioannis Fetfatzidis (* 1990), griechischer Fußballspieler
- Ioannis Gelios (* 1992), griechisch-deutscher Fußballspieler
- Ioannis Kalitsounakis (1878–1966), griechischer Byzantist und Neogräzist
- Ioannis Frangoudis (1863–1916), griechischer Sportschütze
- Ioannis Georgiadis (Fechter) (1874/1876–1960), griechischer Fechter, Mediziner und Kriminologe
- Ioannis Georgiadis (Schachspieler) (* 1987), griechischer Schachspieler
- Ioannis Granitsiotis (* 2002), griechischer Leichtathlet
- Ioannis Grivas (1923–2016), griechischer Richter und Politiker
- Ioannis Kapodistrias (1776–1831), erstes Staatsoberhaupt Griechenlands
- Ioannis Kasoulidis (* 1948), zypriotischer Politiker (DISY)
- Ioannis Kolettis († 1847), griechischer Politiker
- Ioannis Kirastas (1952–2004), griechischer Fußballspieler
- Ioannis Kossos (1832–1878), griechischer Bildhauer
- Ioannis Kyriazis (* 1996), griechischer Leichtathlet
- Ioannis Lampadistis, Heiliger der Orthodoxen Kirche
- Ioannis Logothetis (Mitte des 18. Jh.–1826), griechischer Kaufmann, Freiheitskämpfer und Kotzabaside
- Ioannis Maniatis (* 1986), griechischer Fußballspieler
- Ioannis Maravelakis (* 1988), griechischer Radrennfahrer
- Ioannis Masmanidis (* 1983), deutscher Fußballspieler
- Ioannis Metaxas (1871–1941), griechischer General, Politiker und Diktator
- Ioannis Mitropoulos (1874–????), griechischer Turner
- Ioannis Nikolaidis (* 1971), griechischer Schachspieler
- Ioannis Nimpitis (* 1995), griechischer Biathlet
- Ioannis Notaras (1805–1827), griechischer Adliger, General und Freiheitskämpfer
- Ioannis Nyfandopoulos (* 1990), griechischer Leichtathlet
- Ioannis Orlandos (1770–1852), griechischer Reeder und Politiker
- Ioannis Paleokrassas (1934–2021), griechischer Politiker (Nea Demokratia)
- Ioannis Papadimitriou (1904–1963), griechischer Archäologe
- Ioannis Papaioannou (* 1976), griechischer Schachspieler
- Ioannis Papapetrou (* 1994), griechischer Basketballspieler
- Ioannis Peridis (1864–19??), griechischer Sportschütze
- Ioannis Pharmakis (1772–1821), griechischer Partisanenführer und Mitglied der Filiki Eteria
- Ioannis Pittas (* 1996), zyprischer Fußballspieler
- Ioannis Rallis (1878–1946), griechischer Politiker
- Ioannis Rangos (1790–1870), griechischer Armatole, General und Freiheitskämpfer
- Ioannis Simosis (* 1991), griechisch-australischer Fußballspieler
- Ioannis Skandalidis (1776–1825), griechischer Politiker
- Ioannis Spiteris (* 1940), griechischer Ordensgeistlicher
- Ioannis Stratos (1793–1848), griechischer Armatole, Freiheitskämpfer und Politiker
- Ioannis Tamouridis (* 1980), griechischer Radrennfahrer
- Ioannis Tsoukalas (* 1941), griechischer Politiker (Nea Demokratia)
- Ioannis Varvitsiotis (* 1933), griechischer Politiker
- Ioannis Vilaras (1771–1823), griechischer Lyriker
- Ioannis Zelepos (* 1967), griechischer Historiker
- Ioannis Zigdis (1913–1997), griechischer Politiker